# Рудери ди Сибила-Корнароло (Латина)
Рудери ди Сибила-Корнароло је насеље у Италији у округу Латина, региону Лацио.
Према процени из 2011. у насељу је живело 62 становника. Насеље се налази на надморској висини од 14 м.